# Right Hand
Right Hand è un singolo del rapper canadese Drake pubblicato il 31 luglio 2015.

## Descrizione
È stato pubblicato il 31 luglio 2015 insieme a Charged Up e Hotline Bling.

## Tracce
1. Right Hand – 3:10